# Lista de presidentes do Banco do Brasil

Logotipo do Banco do Brasil

Esta é uma lista de presidentes do Banco do Brasil (BB).

## Império

### Segundo reinado–D. Pedro II
| Nº | Nome                                                                    | Início                  | Fim                     | Gabinete                                                    |
| -- | ----------------------------------------------------------------------- | ----------------------- | ----------------------- | ----------------------------------------------------------- |
| 1  | João Duarte Lisboa Serra                                                | 5 de setembro de 1853   | 15 de janeiro de 1855   | Honório Hermeto Carneiro Leão (marquês do Paraná)           |
| —  | Francisco Xavier Pereira (interino)                                     | 15 de janeiro de 1855   | 3 de abril de 1855      | Honório Hermeto Carneiro Leão (marquês do Paraná)           |
| 2  | João Pereira Darrigue de Faro (visconde do Rio Bonito)                  | 3 de abril de 1855      | 9 de setembro de 1855   | Honório Hermeto Carneiro Leão (marquês do Paraná)           |
| 3  | Joaquim José Rodrigues Torres (visconde de Itaboraí)                    | 9 de setembro de 1855   | 2 de setembro de 1856   | Honório Hermeto Carneiro Leão (marquês do Paraná)           |
| 3  | Joaquim José Rodrigues Torres (visconde de Itaboraí)                    | 3 de setembro de 1856   | 3 de maio de 1857       | Luís Alves de Lima e Silva (duque de Caxias)                |
| 3  | Joaquim José Rodrigues Torres (visconde de Itaboraí)                    | 4 de maio de 1857       | 8 de julho de 1857      | Pedro de Araújo Lima (marquês de Olinda)                    |
| 4  | Dias de Carvalho                                                        | 8 de julho de 1857      | 11 de dezembro de 1858  | Pedro de Araújo Lima (marquês de Olinda)                    |
| 4  | Dias de Carvalho                                                        | 12 de dezembro de 1858  | 15 de fevereiro de 1859 | Antônio Paulino Limpo de Abreu (visconde de Abaeté)         |
| 5  | Joaquim José Rodrigues Torres (visconde de Itaboraí)                    | 15 de fevereiro de 1859 | 12 de agosto de 1859    | Antônio Paulino Limpo de Abreu (visconde de Abaeté)         |
| 6  | Cândido Batista de Oliveira                                             | 24 de agosto de 1859    | 1 de março de 1861      | Ângelo Moniz da Silva Ferraz                                |
| 6  | Cândido Batista de Oliveira                                             | 2 de março de 1861      | 23 de maio de 1862      | Luís Alves de Lima e Silva (duque de Caxias)                |
| 6  | Cândido Batista de Oliveira                                             | 24 de maio de 1862      | 29 de maio de 1862      | Zacarias de Góis e Vasconcelos                              |
| 6  | Cândido Batista de Oliveira                                             | 30 de maio de 1862      | 14 de janeiro de 1864   | Pedro de Araújo Lima (marquês de Olinda)                    |
| 6  | Cândido Batista de Oliveira                                             | 15 de janeiro de 1864   | 30 de agosto de 1864    | Zacarias de Góis e Vasconcelos                              |
| 6  | Cândido Batista de Oliveira                                             | 31 de agosto de 1864    | 11 de maio de 1865      | Francisco José Furtado                                      |
| 6  | Cândido Batista de Oliveira                                             | 12 de maio de 1865      | 15 de janeiro de 1866   | Pedro de Araújo Lima (marquês de Olinda)                    |
| 7  | Francisco de Assis Vieira Bueno                                         | 16 de janeiro de 1866   | 20 de abril de 1866     | Pedro de Araújo Lima (marquês de Olinda)                    |
| 8  | Francisco Jê Acaiaba de Montezuma (visconde de Jequitinhonha)           | 27 de abril de 1866     | 2 de agosto de 1866     | Pedro de Araújo Lima (marquês de Olinda)                    |
| 8  | Francisco Jê Acaiaba de Montezuma (visconde de Jequitinhonha)           | 3 de agosto de 1866     | 16 de agosto de 1866    | Zacarias de Góis e Vasconcelos                              |
| 9  | Francisco de Sales Torres Homem (visconde de Inhomerim)                 | 16 de agosto de 1866    | 15 de julho de 1868     | Zacarias de Góis e Vasconcelos                              |
| 9  | Francisco de Sales Torres Homem (visconde de Inhomerim)                 | 16 de julho de 1868     | 31 de agosto de 1869    | Joaquim José Rodrigues Torres (visconde de Itaboraí)        |
| 10 | José Pedro Dias de Carvalho                                             | 1 de setembro de 1869   | 18 de outubro de 1869   | Joaquim José Rodrigues Torres (visconde de Itaboraí)        |
| 11 | Militão Máximo de Sousa (visconde de Andaraí)                           | 18 de outubro de 1869   | 29 de setembro de 1870  | Joaquim José Rodrigues Torres (visconde de Itaboraí)        |
| 11 | Militão Máximo de Sousa (visconde de Andaraí)                           | 29 de setembro de 1870  | 6 de outubro de 1870    | José Antônio Pimenta Bueno (visconde de São Vicente)        |
| 12 | José Machado Coelho de Castro                                           | 17 de outubro de 1870   | 6 de março de 1871      | José Antônio Pimenta Bueno (visconde de São Vicente)        |
| 12 | José Machado Coelho de Castro                                           | 7 de março de 1871      | 19 de maio de 1874      | José Maria da Silva Paranhos (visconde do Rio Branco)       |
| —  | José Joaquim de Lima e Silva Sobrinho (visconde de Tocantins, interino) | 20 de maio de 1874      | 14 de setembro de 1874  | José Maria da Silva Paranhos (visconde do Rio Branco)       |
| —  | José Fernandes Moreira (interino)                                       | 14 de setembro de 1874  | 24 de junho de 1875     | José Maria da Silva Paranhos (visconde do Rio Branco)       |
| —  | José Fernandes Moreira (interino)                                       | 25 de junho de 1875     | 1 de julho de 1875      | Luís Alves de Lima e Silva (duque de Caxias)                |
| 13 | José Machado Coelho de Castro                                           | 1 de julho de 1875      | 5 de outubro de 1877    | Luís Alves de Lima e Silva (duque de Caxias)                |
| 14 | José Joaquim de Lima e Silva Sobrinho (visconde de Tocantins)           | 5 de outubro de 1877    | 4 de janeiro de 1878    | Luís Alves de Lima e Silva (duque de Caxias)                |
| 14 | José Joaquim de Lima e Silva Sobrinho (visconde de Tocantins)           | 5 de janeiro de 1878    | 27 de março de 1880     | João Lins Vieira Cansanção de Sinimbu (visconde de Sinimbu) |
| 14 | José Joaquim de Lima e Silva Sobrinho (visconde de Tocantins)           | 28 de março de 1880     | 6 de outubro de 1880    | José Antônio Saraiva                                        |
| 15 | José Machado Coelho de Castro                                           | 6 de outubro de 1880    | 20 de janeiro de 1882   | José Antônio Saraiva                                        |
| 15 | José Machado Coelho de Castro                                           | 21 de janeiro de 1882   | 2 de julho de 1882      | Martinho Álvares da Silva Campos                            |
| 15 | José Machado Coelho de Castro                                           | 3 de julho de 1882      | 5 de junho de 1884      | João Lustosa da Cunha Paranaguá (visconde de Paranaguá)     |
| 15 | José Machado Coelho de Castro                                           | 6 de junho de 1884      | 5 de maio de 1885       | Sousa Dantas                                                |
| 15 | José Machado Coelho de Castro                                           | 6 de maio de 1885       | 19 de agosto de 1885    | José Antônio Saraiva                                        |
| 15 | José Machado Coelho de Castro                                           | 20 de agosto de 1885    | 30 de setembro de 1886  | João Maurício Wanderley (barão de Cotejipe)                 |
| 16 | José Joaquim de Lima e Silva Sobrinho (visconde de Tocantins)           | 30 de setembro de 1886  | 9 de março de 1888      | João Maurício Wanderley (barão de Cotejipe)                 |
| 16 | José Joaquim de Lima e Silva Sobrinho (visconde de Tocantins)           | 10 de março de 1888     | 5 de dezembro de 1888   | João Alfredo Correia de Oliveira                            |
| 17 | João Maurício Wanderley (barão de Cotegipe)                             | 5 de dezembro de 1888   | 13 de fevereiro de 1889 | João Alfredo Correia de Oliveira                            |
| —  | Francisco José Pacheco (visconde de São Francisco, interino)            | 13 de fevereiro de 1889 | 7 de março de 1889      | João Alfredo Correia de Oliveira                            |
| 18 | Francisco José Pacheco (visconde de São Francisco)                      | 7 de março de 1889      | 6 de junho de 1889      | João Alfredo Correia de Oliveira                            |
| 18 | Francisco José Pacheco (visconde de São Francisco)                      | 7 de junho de 1889      | 12 de outubro de 1889   | Afonso Celso de Assis Figueiredo (visconde de Ouro Preto)   |
| 19 | Sousa Dantas                                                            | 12 de outubro de 1889   | 14 de novembro de 1889  | Afonso Celso de Assis Figueiredo (visconde de Ouro Preto)   |

## República

### República Velha(1.ª República)
| Nº | Nome                                          | Início                  | Fim                     | Presidente         |
| -- | --------------------------------------------- | ----------------------- | ----------------------- | ------------------ |
| —  | Sousa Dantas                                  | 14 de novembro de 1889  | 29 de janeiro de 1894   | Deodoro da Fonseca |
| —  | Sousa Dantas                                  | 23 de novembro de 1891  | 29 de janeiro de 1894   | Floriano Peixoto   |
| —  | Rangel Pestana (interino)                     | 29 de janeiro de 1894   | abril de 1894           | Floriano Peixoto   |
| 20 | Rangel Pestana                                | abril de 1894           | 15 de novembro de 1894  | Floriano Peixoto   |
| 20 | Rangel Pestana                                | 15 de novembro de 1894  | 2 de setembro de 1895   | Prudente de Morais |
| —  | Fernando Lobo Leite Pereira (interino)        | 3 de setembro de 1895   | 19 de outubro de 1895   | Prudente de Morais |
| 21 | Afonso Pena                                   | 19 de outubro de 1895   | 14 de novembro de 1898  | Prudente de Morais |
| 22 | Luiz Martins do Amaral                        | 17 de novembro de 1898  | 10 de setembro de 1900  | Campos Sales       |
| 23 | Otto Pettersen                                | 11 de setembro de 1900  | setembro de 1901        | Campos Sales       |
| 24 | Custódio de Almeida Magalhães                 | setembro de 1901        | agosto de 1902          | Campos Sales       |
| 25 | Raimundo de Castro Maia                       | agosto de 1902          | 15 de novembro de 1902  | Campos Sales       |
| 25 | Raimundo de Castro Maia                       | 15 de novembro de 1902  | 12 de dezembro de 1902  | Rodrigues Alves    |
| —  | Custódio José Coelho de Almeida (interino)    | 3 de julho de 1906      | 15 de novembro de 1906  | Rodrigues Alves    |
| —  | Custódio José Coelho de Almeida (interino)    | 15 de novembro de 1906  | 27 de novembro de 1906  | Afonso Pena        |
| 26 | João Ribeiro de Oliveira e Souza              | 27 de novembro de 1906  | 14 de junho de 1909     | Afonso Pena        |
| 26 | João Ribeiro de Oliveira e Souza              | 14 de junho de 1909     | 25 de junho de 1909     | Nilo Peçanha       |
| 27 | Ubaldino do Amaral                            | 25 de junho de 1909     | 14 de outubro de 1910   | Nilo Peçanha       |
| —  | Norberto Custódio Ferreira (interino)         | 14 de outubro de 1910   | 15 de novembro de 1910  | Nilo Peçanha       |
| —  | Norberto Custódio Ferreira (interino)         | 15 de novembro de 1910  | 6 de abril de 1911      | Hermes da Fonseca  |
| 28 | João Alfredo Correia de Oliveira              | 6 de abril de 1911      | 15 de novembro de 1914  | Hermes da Fonseca  |
| 28 | João Alfredo Correia de Oliveira              | 15 de novembro de 1914  | 27 de novembro de 1914  | Venceslau Brás     |
| 29 | Homero Batista                                | 27 de novembro de 1914  | 15 de novembro de 1918  | Venceslau Brás     |
| 29 | Homero Batista                                | 15 de novembro de 1918  | 3 de janeiro de 1919    | Delfim Moreira     |
| 30 | Milcíades Mário de Sá Freire                  | 3 de janeiro de 1919    | 28 de julho de 1919     | Delfim Moreira     |
| 31 | José Joaquim Monteiro de Andrade              | 28 de julho de 1919     | 31 de agosto de 1919    | Epitácio Pessoa    |
| 32 | José Cardoso de Almeida                       | 1 de setembro de 1919   | 6 de novembro de 1919   | Epitácio Pessoa    |
| 33 | José Joaquim Monteiro de Andrade              | 7 de novembro de 1919   | 19 de dezembro de 1920  | Epitácio Pessoa    |
| 34 | José Maria Whitaker                           | 20 de dezembro de 1920  | 15 de novembro de 1922  | Epitácio Pessoa    |
| 34 | José Maria Whitaker                           | 15 de novembro de 1922  | 27 de dezembro de 1922  | Artur Bernardes    |
| —  | Daniel de Mendonça (interino)                 | 27 de dezembro de 1922  | 21 de fevereiro de 1923 | Artur Bernardes    |
| 35 | Cincinato Braga                               | 21 de fevereiro de 1923 | 31 de dezembro de 1924  | Artur Bernardes    |
| 36 | James Darcy                                   | 2 de janeiro de 1925    | 16 de novembro de 1926  | Artur Bernardes    |
| 37 | Antônio Mostardeiro Filho                     | 16 de novembro de 1926  | 25 de agosto de 1928    | Washington Luís    |
| 38 | Henrique Carneiro Leão Teixeira               | 25 de agosto de 1928    | 3 de junho de 1929      | Washington Luís    |
| —  | José Adolpho da Silva Gordo (interino)        | 3 de junho de 1929      | 11 de setembro de 1929  | Washington Luís    |
| —  | Manuel Guilherme da Silveira Filho (interino) | 11 de setembro de 1929  | 24 de outubro de 1930   | Washington Luís    |

### Era Vargas(2.ªe3.ªRepúblicas)
| Nº | Nome                                      | Início                 | Fim                    | Presidente                           |
| -- | ----------------------------------------- | ---------------------- | ---------------------- | ------------------------------------ |
| —  | José Monteiro de Andrade (interino)       | 24 de outubro de 1930  | 4 de novembro de 1930  | Junta Governativa Provisória de 1930 |
| 39 | Mário Brant                               | 4 de novembro de 1930  | 5 de setembro de 1931  | Getúlio Vargas                       |
| —  | Pedro Luiz Corrêa e Castro (interino)     | 5 de setembro de 1931  | 14 de setembro de 1931 | Getúlio Vargas                       |
| —  | Vicente de Paula Almeida Prado (interino) | 14 de setembro de 1931 | 16 de novembro de 1931 | Getúlio Vargas                       |
| —  | Carlos de Figueiredo (interino)           | 16 de novembro de 1931 | 16 de janeiro de 1932  | Getúlio Vargas                       |
| 40 | Arthur de Souza Costa                     | 16 de janeiro de 1932  | 23 de julho de 1934    | Getúlio Vargas                       |
| —  | Marcos de Souza Dantas (interino)         | 23 de julho de 1934    | 27 de julho de 1934    | Getúlio Vargas                       |
| 41 | Francisco de Leonardo Truda               | 27 de julho de 1934    | 30 de novembro de 1937 | Getúlio Vargas                       |
| 42 | João Marques dos Reis                     | 30 de novembro de 1937 | 29 de outubro de 1945  | Getúlio Vargas                       |
| 42 | João Marques dos Reis                     | 29 de outubro de 1945  | 6 de novembro de 1945  | José Linhares                        |
| 43 | Guilherme Guinle                          | 7 de novembro de 1945  | 22 de novembro de 1945 | José Linhares                        |
| 44 | Manuel Guilherme da Silveira Filho        | 22 de novembro de 1945 | 31 de janeiro de 1946  | José Linhares                        |

### Período Populista(4.ª República)
| Nº | Nome                                 | Início                  | Fim                     | Presidente           |
| -- | ------------------------------------ | ----------------------- | ----------------------- | -------------------- |
| —  | Manuel Guilherme da Silveira Filho   | 31 de janeiro de 1946   | 2 de junho de 1949      | Eurico Gaspar Dutra  |
| —  | Pedro de Mendonça Lima (interino)    | 2 de junho de 1949      | 29 de julho de 1949     | Eurico Gaspar Dutra  |
| 45 | Ovídio de Abreu                      | 29 de julho de 1949     | 18 de dezembro de 1950  | Eurico Gaspar Dutra  |
| —  | Jorge de Toledo Dodsworth (interino) | 18 de dezembro de 1950  | 31 de janeiro de 1951   | Eurico Gaspar Dutra  |
| —  | Jorge de Toledo Dodsworth (interino) | 31 de janeiro de 1951   | 2 de fevereiro de 1951  | Getúlio Vargas       |
| 46 | Ricardo Jafet                        | 2 de fevereiro de 1951  | 14 de janeiro de 1953   | Getúlio Vargas       |
| —  | Anápio Gomes (interino)              | 14 de janeiro de 1953   | 18 de agosto de 1953    | Getúlio Vargas       |
| 47 | Marcos de Souza Dantas               | 18 de agosto de 1953    | 24 de agosto de 1954    | Getúlio Vargas       |
| 47 | Marcos de Souza Dantas               | 24 de agosto de 1954    | 6 de setembro de 1954   | Café Filho           |
| 48 | Clemente Mariani                     | 6 de setembro de 1954   | 14 de abril de 1955     | Café Filho           |
| 49 | Alcides da Costa Vidigal             | 14 de abril de 1955     | 15 de outubro de 1955   | Café Filho           |
| —  | Arthur Santos (interino)             | 15 de outubro de 1955   | 8 de novembro de 1955   | Café Filho           |
| —  | Arthur Santos (interino)             | 8 de novembro de 1955   | 11 de novembro de 1955  | Carlos Luz           |
| —  | Arthur Santos (interino)             | 11 de novembro de 1955  | 15 de novembro de 1955  | Nereu Ramos          |
| —  | Mário Brant (interino)               | 16 de novembro de 1955  | 31 de janeiro de 1956   | Nereu Ramos          |
| —  | Mário Brant (interino)               | 31 de janeiro de 1956   | 16 de fevereiro de 1956 | Juscelino Kubitschek |
| 50 | Sebastião Paes de Almeida            | 16 de fevereiro de 1956 | 3 de junho de 1959      | Juscelino Kubitschek |
| 51 | Maurício Chagas Bicalho              | 3 de junho de 1959      | 6 de outubro de 1960    | Juscelino Kubitschek |
| 52 | Carlos Cardoso                       | 6 de outubro de 1960    | 1 de fevereiro de 1961  | Juscelino Kubitschek |
| 53 | João Baptista Leopoldo Figueiredo    | 1 de fevereiro de 1961  | 25 de agosto de 1961    | Jânio Quadros        |
| 53 | João Baptista Leopoldo Figueiredo    | 25 de agosto de 1961    | 7 de setembro de 1961   | Ranieri Mazzilli     |
| 53 | João Baptista Leopoldo Figueiredo    | 7 de setembro de 1961   | 12 de setembro de 1961  | João Goulart         |
| 54 | Ney Neves Galvão                     | 12 de setembro de 1961  | 20 de julho de 1963     | João Goulart         |
| 55 | Nilo Medina Coeli                    | 20 de julho de 1963     | 31 de março de 1964     | João Goulart         |

### Ditadura militar(5.ª República)
| Nº | Nome                            | Início                  | Fim                     | Presidente                         |
| -- | ------------------------------- | ----------------------- | ----------------------- | ---------------------------------- |
| —  | Hugo de Araújo Faria (interino) | 1 de abril de 1964      | 3 de abril de 1964      | Ranieri Mazzilli                   |
| —  | Arnaldo Walter Blank (interino) | 4 de abril de 1964      | 15 de abril de 1964     | Ranieri Mazzilli                   |
| —  | Arnaldo Walter Blank (interino) | 15 de abril de 1964     | 15 de maio de 1964      | Humberto de Alencar Castelo Branco |
| 56 | Luiz de Moraes Barros           | 15 de maio de 1964      | 15 de março de 1967     | Humberto de Alencar Castelo Branco |
| 56 | Luiz de Moraes Barros           | 15 de março de 1967     | 20 de março de 1967     | Costa e Silva                      |
| 57 | Nestor Jost                     | 20 de março de 1967     | 31 de agosto de 1969    | Costa e Silva                      |
| 57 | Nestor Jost                     | 31 de agosto de 1969    | 30 de outubro de 1969   | Junta militar de 1969              |
| 57 | Nestor Jost                     | 30 de outubro de 1969   | 28 de fevereiro de 1974 | Emílio Garrastazu Médici           |
| 58 | Ângelo Calmon de Sá             | 28 de fevereiro de 1974 | 15 de março de 1974     | Emílio Garrastazu Médici           |
| 58 | Ângelo Calmon de Sá             | 15 de março de 1974     | 9 de fevereiro de 1977  | Ernesto Geisel                     |
| 59 | Karlos Rischbieter              | 9 de fevereiro de 1977  | 16 de março de 1979     | Ernesto Geisel                     |
| 60 | Oswaldo Roberto Colin           | 16 de março de 1979     | 15 de março de 1985     | João Figueiredo                    |

### Nova República(6.ª República)
| Nº | Nome                                      | Início                  | Fim                     | Presidente                |
| -- | ----------------------------------------- | ----------------------- | ----------------------- | ------------------------- |
| —  | Oswaldo Roberto Colin                     | 15 de março de 1985     | 17 de março de 1985     | José Sarney               |
| 61 | Camillo Calazans de Magalhães             | 18 de março de 1985     | 8 de março de 1988      | José Sarney               |
| 62 | Mário Jorge Gusmão Bérard                 | 9 de março de 1988      | 15 de março de 1990     | José Sarney               |
| 62 | Mário Jorge Gusmão Bérard                 | 15 de março de 1990     | 20 de março de 1990     | Fernando Collor de Mello  |
| 63 | Alberto Policaro                          | 20 de março de 1990     | 15 de maio de 1991      | Fernando Collor de Mello  |
| 64 | Lafaiete Coutinho Torres                  | 16 de maio de 1991      | 29 de setembro de 1992  | Fernando Collor de Mello  |
| —  | Luiz Antônio de Camargo Fayet (interino)  | 30 de setembro de 1992  | 25 de outubro de 1992   | Fernando Collor de Mello  |
| 65 | Alcir Augustinho Calliar                  | 26 de outubro de 1992   | 29 de dezembro de 1992  | Fernando Collor de Mello  |
| 65 | Alcir Augustinho Calliar                  | 29 de dezembro de 1992  | 1 de janeiro de 1995    | Itamar Franco             |
| 65 | Alcir Augustinho Calliar                  | 1 de janeiro de 1995    | 15 de fevereiro de 1995 | Fernando Henrique Cardoso |
| 66 | Paulo Ximenes                             | 16 de fevereiro de 1995 | 4 de janeiro de 1999    | Fernando Henrique Cardoso |
| 67 | Andrea Calabi                             | 6 de janeiro de 1999    | 28 de julho de 1999     | Fernando Henrique Cardoso |
| 68 | Paolo Enrico Maria Zaghen                 | 29 de julho de 1999     | 29 de março de 2001     | Fernando Henrique Cardoso |
| 69 | Eduardo Augusto Guimarães                 | 30 de março de 2001     | 1 de janeiro de 2003    | Fernando Henrique Cardoso |
| 69 | Eduardo Augusto Guimarães                 | 1 de janeiro de 2003    | 28 de janeiro de 2003   | Luiz Inácio Lula da Silva |
| 70 | Cássio Casseb Lima                        | 29 de janeiro de 2003   | 17 de novembro de 2004  | Luiz Inácio Lula da Silva |
| —  | Rossano Maranhão (interino)               | 18 de novembro de 2004  | 11 de abril de 2005     | Luiz Inácio Lula da Silva |
| 71 | Rossano Maranhão                          | 12 de abril de 2005     | 14 de dezembro de 2006  | Luiz Inácio Lula da Silva |
| —  | Antônio Francisco de Lima Neto (interino) | 15 de dezembro de 2006  | 15 de abril de 2007     | Luiz Inácio Lula da Silva |
| 72 | Antônio Francisco de Lima Neto            | 15 de abril de 2007     | 22 de abril de 2009     | Luiz Inácio Lula da Silva |
| 73 | Aldemir Bendine                           | 23 de abril de 2009     | 1 de janeiro de 2011    | Luiz Inácio Lula da Silva |
| 73 | Aldemir Bendine                           | 1 de janeiro de 2011    | 6 de fevereiro de 2015  | Dilma Rousseff            |
| 74 | Alexandre Abreu                           | 6 de fevereiro de 2015  | 31 de maio de 2016      | Dilma Rousseff            |
| 75 | Paulo Rogério Caffarelli                  | 31 de maio de 2016      | 31 de agosto de 2016    | Dilma Rousseff            |
| 75 | Paulo Rogério Caffarelli                  | 31 de agosto de 2016    | 26 de outubro de 2018   | Michel Temer              |
| 76 | Marcelo Augusto Dutra Labuto              | 26 de outubro de 2018   | 7 de janeiro de 2019    | Michel Temer              |
| 77 | Rubem Novaes                              | 7 de janeiro de 2019    | 22 de setembro de 2020  | Jair Bolsonaro            |
| 78 | André Brandão                             | 22 de setembro de 2020  | 1 de abril de 2021      | Jair Bolsonaro            |
| 79 | Fausto de Andrade Ribeiro                 | 1 de abril de 2021      | 13 de janeiro de 2023   | Jair Bolsonaro            |
| 80 | Tarciana Medeiros                         | 13 de janeiro de 2023   | —                       | Luiz Inácio Lula da Silva |